# Maryam bint 'Imran

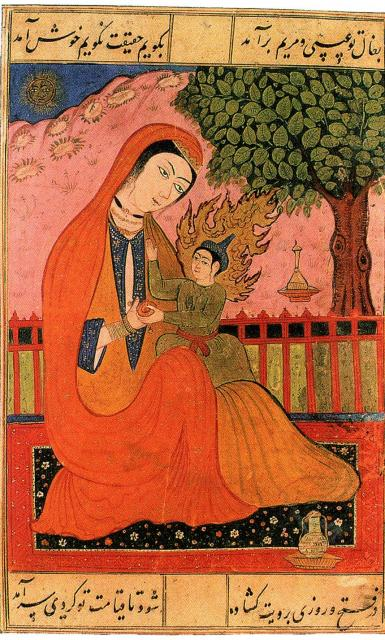
Maria e Gesù in una antica miniatura persiana

Maryam bint 'Imran (in arabo ﻣﺮﻴﻢ ﺑنت ﻋﻤﺮﺍﻥ‎?, Maryam bint ʿImrān) è il nome che nel Corano viene dato a Maria, la madre di Gesù, additato come il penultimo profeta dell'Islam prima di Maometto.
Arthur Jeffery osservava come questo nome fosse di origine siriaca e non ebraica, come sostenevano invece alcuni esperti di etimologia e onomastica musulmani e un esegeta quale ʿAbd Allāh b. ʿUmar al-Bayḍāwī.
Frequentemente citata nel testo sacro islamico come madre di ʿĪsā (il nome in lingua araba di Gesù), di suo figlio non si indica mai il nome del padre, fatto del tutto eccezionale nell'onomastica araba.
Dal nasab "Maryam bint ʿImrān", si deduce che il nome del padre fosse appunto ʿImrān e alla loro famiglia (Āl ʿImrān) è dedicata l'intera sūra 3 del Corano.
Il suo concepimento virginale è esplicitamente riconosciuto nel Corano nella sūra medinese LXVI, al versetto 12.
Nella tradizione è ricordata come una delle quattro donne maggiormente eccellenti, assieme ad Asiya (madre di Musa), a Khadīja (prima moglie, e unica finché visse, di Maometto) e a Fāṭima (figlia sopravvissuta del profeta dell'Islam e madre di al-Ḥasan e al-Ḥusayn)

## Mariologia islamica
Il racconto del concepimento verginale di Gesù è contenuto nella Sura XIX:16-21;
(Sura XIX:16-21)
Secondo il Corano, Gesù non nacque né da sangue né da volere di carne, ma fu generato per opera dello Spirito inviato da Allah nel grembo di Maria Vergine.
Il Corano recita anche i seguenti versi riguardo alla Vergine maria:
(Sura ali-°Imran, 3:42)
(Sura al-Tahrim, 66:12)
(Sura an-Nisa’, 4:69)
Maria è parte e compimento della stirpe di profeti che «guardano l'essenza di questo mondo mentre gli altri guardano solo all'esteriore» e« Allah sussurra nelle loro menti e parla al loro intelletto e perciò accendono una luce per i cuori, orecchi ed occhi degli altri».

Ella è venerata come la creatura femminile prediletta di Allah, mondata da ogni possibile macchia di peccato e ricolma della presenza del Suo Spirito e della grazia Suoi doni, in un grado tale da averla portata ad essere intimamente unita e partecipe della vita divina e da poterne ricevere la verità mediante una rivelazione diretta e personale.

## Moschee intitolate a Maria
Moschee che prendono il nome da Maria
1. Mary Mother of Jesus Mosque in Hoppers Crossing, Victoria, Australia.[7]
2. Mosque Maryam, the Nation of Islam National Center, Chicago, IL
3. Moschea Mariam, Milano, IT